# Maksim Mounzouk
Maksim Mongoujoukovitch Mounzouk (en russe : Максим Монгужукович Мунзук) est un acteur soviétique puis russe, né le 15 septembre 1912 (ou, dans d'autres versions, le 2 mai 1910) dans le village de Mezhegey et mort le 28 juillet 1999 à Kyzyl. Il est l'un des fondateurs du théâtre régional touvain et jouait sur la scène du Théâtre national dramatique de Touva (ru).
Maksim Mounzouk avait des talents variés en plus d'être acteur, il était chanteur folk, musicien et professeur de musique. Il est connu internationalement pour son rôle dans le film d'Akira Kurosawa, Dersou Ouzala (Oscar du meilleur film en langue étrangère en 1976) où il tient le rôle éponyme.

## Filmographie
- 1971 : Disparition de témoin (ru) (Пропажа свидетеля, Propaja zvidetelia) de Vladimir Nazarov (ru) : Tahe
- 1975 : Dersou Ouzala d'Akira Kurosawa : Dersou Ouzala
- 1978 : Enquête préliminaire (ru) (Предварительное расследование) d'Andreï Razoumovski (ru) : Arche
- 1979 : Une promenade digne des hommes (Прогулка, достойная мужчин, Progulka, dostoïnaïa moujchin) d'Anatoli Vekhotko
- 1979 : La Dernière Chasse (Последняя охота, Poslednjaja ochota) d'Igor Chechoukov (ru)
- 1979 : Sibériade (Сибириада) d'Andreï Kontchalovski : Fedka
- 1981 : Valentina (Валентина) de Gleb Panfilov
- 1987 : Le Temps de voler (ru) (Время летать) de Alekseï Sakharov (ru) : passager
- 1989 : La Flûte de roseau (Месть, Mest) de Yermek Shinarbayev